# لشتارکا
لشتارکا (به بلغاری: Leshtarka) یک منطقهٔ مسکونی در بلغارستان است که در شهرستان کروموفگراد واقع شده‌است.